# Sports aériens aux Jeux mondiaux de 2022
Navigation
Wrocław 2017
Les épreuves de sports aériens des Jeux mondiaux de 2022 ont lieu du 9 au 11 juillet 2022 à Birmingham.
Si l'épreuve de Canopy Piloting est conservée, une nouvelle discipline apparait aux mondiaux avec la course de drone FPV (vol en immersion) au Protective Stadium.

## Organisation

### Pilotage sous voile
Cette compétition, appelée canopy piloting en anglais, est constituée de 4 épreuves :
1. La précision : le concurrent doit parcourir 4 zones d’environ 40 m au total, en touchant l’eau avec le pied, puis se poser, débout, dans une cible de 1 × 1 m. Lors de son passage, il accumule des points et ceux-ci servent à établir un classement : le score le plus élevé est classé premier, le score le plus bas est classé dernier.
2. La vitesse : le concurrent doit passer le plus rapidement possible entre 2 capteurs situés à 1 m du sol, éloignés d’environ 70 m et disposés sur une courbe de 70°. Le temps, mesuré au millième de seconde, sert à établir le classement : le concurrent le plus rapide est classé premier, le plus lent est classé dernier.
3. La distance : le concurrent doit effectuer une sorte de parcours tout en allant le plus loin possible après avoir touché l’eau, et en restant à 1 m du sol. Son score est la distance maximale atteinte. Le concurrent avec le score le plus élevé est classé premier, celui avec le score le plus bas est classé dernier.
4. Le freestyle : le chuteur exécute des figures de chorégraphies dans tous les axes. Son score est déterminé par le total des notes de 5 juges. Le concurrent avec le score le plus élevé est classé premier, celui avec le score le plus bas est classé dernier.

Pour chacune de ces épreuves, trois tours sont disputés et un classement est établi à chaque fois. À partir de chacun de ces classements, un concurrent remporte le nombre de points correspondant à son rang : 1 point pour le 1er, 2 pour le 2e, etc.
Le classement général s'obtient par l'addition des totaux de chaque épreuve. Celui qui a le moins de points l'emporte.

### Course de drone
La compétition est mixte avec une sélection de 32 compétiteurs établie à partir de leur classement mondial respectif, soit 20 hommes et 12 femmes ; chaque pays ne peut envoyer qu'un seul représentant par sexe.
En tant que pays organisateur, les États-Unis sont représentés avec invitation. Les compétiteurs russes et biélorusses ont été exclus de la compétition. Quelques ajustements ont été nécessaires avec la réattribution de deux quotas féminins aux hommes.
| Sélection | Compétiteur                | Rang mondial | Total mondial |
| --------- | -------------------------- | ------------ | ------------- |
| 1         | Killian Rousseau J         | 1            | 172           |
| 2         | Tomass Petersons           | 2            | 170           |
| 3         | Park SungJu                | 3            | 164           |
| 4         | Pawel Laszczak             | 4            | 148           |
| 5         | Inoue Ken                  | 6            | 123           |
| 6         | Kong Haisen                | 11           | 110           |
| 7         | Aleksi Rastas              | 11           | 110           |
| 8         | Arminas Volskis            | 11           | 110           |
| 9         | Maximilien Pellichero      | 14           | 109           |
| 10        | David Spacek               | 15           | 108           |
| 11        | Bartłomiej Laszczak        | 15           | 108           |
| 12        | Julien Giodana             | 20           | 101           |
| 13        | Matteo Barella             | 29           | 90            |
| 14        | David Modig                | 32           | 87            |
| 15        | Roland Ronto               | 33           | 85            |
| 16        | Dane Adam Grace            | 37           | 80            |
| 17        | Nick Nolte                 | 39           | 79            |
| 18        | Thomas Bitmatta            | 40           | 78            |
| 19        | Fuga Kamizeri J            | 40           | 78            |
| 20        | Alejandro Zamora Cabañas J | 56           | 67            |
| 21        | Bojan Nikov                | 57           | 66            |
| 22        | Evan Turner                | NC           | NC            |

| Sélection | Compétitrice        | Rang mondial | Total mondial |
| --------- | ------------------- | ------------ | ------------- |
| 1         | Wanraya Wannapong J | 1            | 87            |
| 2         | Luisa Rizzo         | 2            | 54            |
| 3         | Chao Ting Yu        | 4            | 25            |
| 4         | Mika Saito          | 5            | 21            |
| 5         | Liang Aolin J       | 7            | 18            |
| 6         | Mo Gayeon           | 10           | 10            |
| 7         | Alina Miklewska     | 11           | 9             |
| 8         | Karina Limora       | 14           | 2             |
| 9         | Ka-Ki Lai           | 16           | 1             |
| 10        | Ryan Lessard        | NC           | NC            |

Les règles de classe FAI F9U appliquées, avec 32 pilotes pour l'étape éliminatoire puis des courses où concourront quatre drones à la fois, les deux premiers pilotes étant qualifiés pour le tour suivant.

## Résultats

### Pilotage sous voile
| Rang               | Athlète                     | Précision | Précision | Précision | Précision | Distance | Distance | Distance | Distance | Vitesse  | Vitesse  | Vitesse  | Vitesse | Freestyle | Freestyle | Freestyle | Freestyle | Total |
| Rang               | Athlète                     | Tour 1    | Tour 2    | Tour 3    | S/total   | Tour 1   | Tour 2   | Tour 3   | S/total  | Tour 1   | Tour 2   | Tour 3   | S/total | Tour 1    | Tour 2    | Tour 3    | S/total   | Total |
| Rang               | Athlète                     | Points    | Points    | Points    | Points    | Mètres   | Mètres   | Mètres   | Points   | Secondes | Secondes | Secondes | Points  | Note      | Note      | Note      | Points    | Total |
| ------------------ | --------------------------- | --------- | --------- | --------- | --------- | -------- | -------- | -------- | -------- | -------- | -------- | -------- | ------- | --------- | --------- | --------- | --------- | ----- |
| Médaille d'or      | Cédric Veiga Rios           | 81        | 88        | 91        | 10        | 161,00   | 148,82   | 128,66   | 11       | 2,332    | 2,674    | 2,836    | 10      | 78,200    | 86,600    | 46,400    | 28        | 59    |
| Médaille d'argent  | Nicholas Batsch             | 81        | 84        | 91        | 13        | 160,66   | 176,60   | 146,34   | 5        | 2,776    | 10,000   | 2,590    | 53      | 89,200    | 88,600    | 65,900    | 9         | 80    |
| Médaille de bronze | Abdulbari al-Qubaisi        | 59        | 84        | 91        | 30        | 174,87   | 156,07   | 127,56   | 10       | 2,647    | 2,936    | 2,934    | 39      | 83,000    | 82,800    | 67,700    | 17        | 96    |
| 4                  | Travis Mills                | 81        | 65        | 81        | 35        | 147,94   | 126,99   | 107,15   | 42       | 2,458    | 2,772    | 2,628    | 12      | 85,600    | 75,200    | 49,100    | 28        | 117   |
| 5                  | Eric Philippe               | 67        | 86        | 81        | 35        | 136,74   | 137,66   | 138,87   | 26       | 2,498    | 2,994    | 2,932    | 31      | 85,800    | 86,000    | 1,000     | 29        | 121   |
| 6                  | Cornelia Mihai              | 67        | 38        | 91        | 49        | 154,49   | 162,14   | 136,54   | 10       | 2,556    | 2,804    | 2,813    | 18      | 68,400    | 73,000    | 40,500    | 51        | 128   |
| 7                  | Kevin Techer                | 74        | 91        | 81        | 28        | 147,54   | 142,13   | 143,21   | 15       | 2,420    | 3,158    | 2,897    | 31      | 57,400    | 69,000    | 33,800    | 65        | 139   |
| 8                  | Pablo Hernandez             | 58        | 84        | 84        | 40        | 148,93   | 146,69   | 120,28   | 19       | 2,759    | 2,824    | 2,944    | 40      | 57,200    | 81,200    | 58,800    | 47        | 146   |
| 9                  | Roman Dubsky                | 81        | 100       | 98        | 6         | 143,25   | 122,64   | 111,88   | 42       | 2,690    | 3,251    | 2,96     | 52      | 76,400    | 73,200    | 37,800    | 48        | 148   |
| 10                 | Nicolas Coadic              | 84        | 65        | 91        | 23        | 135,48   | 127,71   | 110,07   | 47       | 2,454    | 3,089    | 2,911    | 30      | 73,400    | 71,800    | 1,000     | 55        | 155   |
| 11                 | Curt Bartholomew            | 86        | 88        | 84        | 13        | 114,24   | 140,13   | 113,45   | 47       | 10,000   | 2,492    | 10,000   | 63      | 71,800    | 1,000     | 66,900    | 55        | 178   |
| 11                 | Jakub Sklenka               | 59        | 77        | 69        | 54        | 135,31   | 91,45    | 121,77   | 52       | 2,519    | 3,260    | 2,817    | 34      | 70,600    | 76,200    | 63,100    | 38        | 178   |
| 13                 | Leigh McCormack             | 43        | 69        | 84        | 53        | 141,62   | 141,59   | 119,97   | 27       | 2,747    | 3,501    | 3,112    | 65      | 72,200    | 66,200    | 79,100    | 38        | 183   |
| 14                 | Christian Webber            | 77        | 77        | 86        | 30        | 137,43   | 124,48   | 81,65    | 57       | 10,000   | 4,414    | 3,145    | 80      | 85,400    | 86,800    | 46,200    | 21        | 188   |
| 15                 | Chris Teague                | 59        | 65        | 81        | 52        | 121,42   | 128,41   | 115,23   | 47       | 2,871    | 3,053    | 3,254    | 66      | 78,400    | 78,400    | 66,200    | 27        | 192   |
| 16                 | Max Kossidowski             | 51        | 74        | 43        | 75        | 95,84    | 131,45   | 108,60   | 60       | 2,599    | 3,299    | 3,015    | 51      | 87,000    | 82,400    | 76,500    | 10        | 196   |
| 17                 | Armando Fattoruso           | 84        | 69        | 74        | 37        | 133,26   | 1,00     | 114,74   | 65       | 2,674    | 2,893    | 3,060    | 45      | 78,800    | 26,000    | 57,500    | 51        | 198   |
| 18                 | Tobias Koch                 | 81        | 51        | 67        | 55        | 130,28   | 123,79   | 107,86   | 58       | 2,715    | 2,838    | 3,030    | 44      | 83,200    | 59,400    | 39,500    | 49        | 206   |
| 19                 | Justin Price                | 74        | 81        | 65        | 49        | 124,62   | 72,05    | 110,12   | 69       | 2,362    | 2,766    | 10,000   | 38      | 55,800    | 81,800    | 29,700    | 59        | 215   |
| 20                 | Kai Bunkus                  | 77        | 65        | 65        | 55        | 130,73   | 109,80   | 80,00    | 73       | 2,593    | 2,717    | 3,087    | 33      | 84,600    | 7,400     | 1,000     | 59        | 220   |
| 21                 | Mario Fattoruso             | 14        | 84        | 74        | 60        | 112,10   | 32,00    | 116,65   | 70       | 10,000   | 2,909    | 2,777    | 45      | 65,800    | 67,400    | 61,900    | 51        | 226   |
| 22                 | Lee Barraclough             | 81        | 59        | 59        | 57        | 137,67   | 95,68    | 65,61    | 70       | 2,573    | 10,000   | 2,828    | 45      | 62,600    | 74,600    | 1,000     | 61        | 233   |
| 23                 | Jeannie Bartholomew         | 67        | 96        | 81        | 31        | 92,80    | 121,83   | 103,52   | 75       | 2,893    | 4,046    | 3,459    | 85      | 55,200    | 75,000    | 71,300    | 49        | 240   |
| 24                 | Matt Shull                  | 40        | 58        | 61        | 84        | 145,61   | 50,22    | 111,36   | 58       | 2,576    | 2,862    | 3,002    | 33      | 77,800    | 1,000     | 1,000     | 67        | 242   |
| 25                 | Robin Jandle                | 67        | 1         | 81        | 63        | 113,00   | 111,69   | 125,11   | 52       | 2,620    | 3,113    | 3,361    | 58      | 57,000    | 57,000    | 40,400    | 72        | 245   |
| 26                 | Sebastian Dratwa            | 68        | 22        | 75        | 67        | 91,37    | 125,28   | 89,03    | 74       | 2,633    | 2,882    | 10,000   | 56      | 79,800    | 1,000     | 1,000     | 63        | 260   |
| 27                 | Ivan Semenyaka              | 74        | 24        | 55        | 76        | 131,78   | 111,40   | 97,93    | 66       | 2,796    | 3,107    | 3,363    | 68      | 68,200    | 80,400    | 1,000     | 52        | 262   |
| 28                 | Petr Mestak                 | 81        | 69        | 16        | 54        | 137,04   | 97,95    | 111,64   | 56       | 2,683    | -        | 3,392    | 79      | 57,000    | 61,400    | 1,000     | 76        | 265   |
| 29                 | Stefan Burstrom             | 53        | 77        | 69        | 59        | 99,55    | 102,48   | 116,39   | 65       | 2,821    | 10,000   | 3,587    | 84      | 77,600    | 62,000    | 1,000     | 59        | 267   |
| 30                 | Mark Rahbani                | 48        | 45        | 44        | 89        | 122,56   | 121,45   | 103,95   | 66       | 2,825    | 3,867    | 3,200    | 74      | 66,800    | 65,200    | 1,000     | 65        | 294   |
| 31                 | Greg Windmiller             | 59        | 56        | 59        | 76        | 0,00     | 59,49    | 0,00     | 99       | 10,000   | 2,993    | 3,003    | 59      | 44,400    | 65,000    | 1,000     | 78        | 312   |
| 32                 | Francesco Italia            | 43        | 61        | 84        | 60        | 103,37   | 69,00    | 87,35    | 86       | -        | 3,299    | 3,684    | 88      | 65,200    | 56,800    | 0,000     | 85        | 319   |
| 33                 | Gabor Verebes               | 30        | 35        | 67        | 87        | 94,13    | 104,98   | 105,33   | 78       | 3,307    | 10,000   | 3,275    | 83      | 57,800    | 56,400    | 26,400    | 76        | 324   |
| 34                 | Jonas Landevaern Kristensen | 37        | 61        | 56        | 85        | 70,45    | 109,85   | 33,30    | 88       | 2,838    | 3,602    | 3,350    | 77      | 59,600    | 36,000    | 1,000     | 77        | 327   |

### Course de drone

#### Organigramme de la compétition
| SEIZIÈMES (31 pilotes)   | → 16 gagnants | HUITIÈMES (16 pilotes)   | HUITIÈMES (16 pilotes) | HUITIÈMES (16 pilotes)  | → 8 gagnants | QUARTS (8 pilotes)      | QUARTS (8 pilotes) | QUARTS (8 pilotes)      | → 4 gagnants | DEMIE (4 pilotes)       | → 2 gagnants | FINALE · (4 pilotes) · |
| ↓ 15 perdants            |               | ↓ 8 perdants             |                        |                         |              | ↓ 4 perdants            |                    |                         |              | ↓ 2 perdants            |              | FINALE · (4 pilotes) · |
| REPÊCHAGE 1 (15 pilotes) | → 8 gagnants  | REPÊCHAGE 2 (16 pilotes) | → 8 gagnants           | REPÊCHAGE 3 (8 pilotes) | → 4 gagnants | REPÊCHAGE 4 (8 pilotes) | → 4 gagnants       | REPÊCHAGE 5 (4 pilotes) | → 2 gagnants | REPÊCHAGE 6 (4 pilotes) | → 2 gagnants | FINALE · (4 pilotes) · |
| ↓ 7 perdants             |               | ↓ 8 perdants             |                        | ↓ 4 perdants            |              | ↓ 4 perdants            |                    | ↓ 2 perdants            |              | ↓ 2 perdants            |              |                        |
| É L I M I N A T I O N    |               |                          |                        |                         |              |                         |                    |                         |              |                         |              |                        |

#### Légende
- Q8 : qualifié pour les huitièmes de finale
- Q4 : qualifié pour les quarts de finale
- Q2 : qualifié pour la demi-finale
- QF : qualifié pour la finale
- R1 : qualifié pour le 1er tour de repêchage
- R2 : qualifié pour le 2e tour de repêchage
- R3 : qualifié pour le 3e tour de repêchage
- R4 : qualifié pour le 4e tour de repêchage
- R5 : qualifié pour le 5e tour de repêchage
- R6 : qualifié pour le 6e tour de repêchage

#### Tour de qualification
| Rang | Pilote                | Temps       |
| ---- | --------------------- | ----------- |
| 1    | Killian Rousseau      | 19 s 659605 |
| 2    | Evan Turner           | 20 s 537685 |
| 3    | Alejandro Zamora      | 20 s 864683 |
| 4    | Pawel Laszczak        | 21 s 141504 |
| 5    | Kang Chang-hyeon      | 21 s 177003 |
| 6    | Tomass Petersons      | 21 s 711531 |
| 7    | David Modig           | 21 s 711872 |
| 8    | Kong Haisen           | 23 s 170389 |
| 9    | Fuga Kamizeki         | 23 s 533909 |
| 10   | Roland Ronto          | 23 s 850325 |
| 11   | Wanraya Wannapong     | 24 s 6997   |
| 12   | David Spacek          | 24 s 120832 |
| 13   | Arminas Volskis       | 25 s 481899 |
| 14   | Julien Giordana       | 25 s 769301 |
| 15   | Mantas Zitkus         | 25 s 915733 |
| 16   | Maximilien Pellichero | 26 s 93227  |
| 17   | Nick Nolte            | 26 s 336256 |
| 18   | Bartlomiej Laszczak   | 26 s 600277 |
| 19   | Luisa Rizzo           | 26 s 89024  |
| 20   | Stephanie Chao        | 27 s 224064 |
| 21   | Aleksi Rastas         | 27 s 351659 |
| 22   | Bojan Nikov           | 27 s 447637 |
| 23   | Oskars Raudins        | 27 s 477675 |
| 24   | Liang Aolin           | 27 s 577003 |
| 25   | Mo Ga-yeon            | 28 s 965205 |
| 26   | Matteo Barella        | 29 s 268309 |
| 27   | Ryan Lessard          | 31 s 55456  |
| 28   | Alina Miklewska       | 33 s 356629 |
| 29   | Mika Saito            | 33 s 800192 |
| 30   | Ka Ki Lai             | 40 s 100523 |
| 31   | Karina Limora         | 43 s 540139 |

#### Tableau principal
| Série | Rang | Pilote                | Temps             | Remarque |
| ----- | ---- | --------------------- | ----------------- | -------- |
| 1     | 1    | Killian Rousseau      | 1 min 6 s 596864  | Q8       |
| 1     | 2    | Maximilien Pellichero | 1 min 22 s 382848 | Q8       |
| 1     | 3    | Liang Aolin           | 27 s 046912       | R1       |
| 2     | 1    | Kong Haisen           | 1 min 10 s 019008 | Q8       |
| 2     | 2    | Fuga Kamizeki         | 1 min 11 s 150592 | Q8       |
| 2     | 3    | Nick Nolte            | 1 min 18 s 779392 | R1       |
| 2     | 4    | Mo Ga-yeon            | 27 s 687936       | R1       |
| 3     | 1    | Tomass Petersons      | 1 min 9 s 300224  | Q8       |
| 3     | 2    | Wanraya Wannapong     | 1 min 14 s 174464 | Q8       |
| 3     | 3    | Luisa Rizzo           | 1 min 17 s 037568 | R1       |
| 3     | 4    | Ryan Lessard          | 1 min 34 s 043272 | R1       |
| 4     | 1    | Pawel Laszczak        | 1 min 13 s 734144 | Q8       |
| 4     | 2    | Mika Saito            | 1 min 33 s 853696 | Q8       |
| 4     | 3    | Arminas Volskis       | 57 s 51808        | R1       |
| 4     | 4    | Aleksi Rastas         | 0 s 000           | R1       |
| 5     | 1    | Alejandro Zamora      | 44 s 935168       | Q8       |
| 5     | 2    | Julien Giordana       | 1 min 2 s 292992  | Q8       |
| 5     | 3    | Ka Ki Lai             | 0 s 000           | R1       |
| 5     | 3    | Bojan Nikov           | 0 s 000           | R1       |
| 6     | 1    | Kang Chang-hyeon      | 1 min 11 s 890944 | Q8       |
| 6     | 2    | David Spacek          | 1 min 18 s 860288 | Q8       |
| 6     | 3    | Stephanie Chao        | 1 min 19 s 470592 | R1       |
| 6     | 4    | Alina Miklewska       | 36 s 405248       | R1       |
| 7     | 1    | David Modig           | 1 min 8 s 489216  | Q8       |
| 7     | 2    | Roland Ronto          | 1 min 16 s 648448 | Q8       |
| 7     | 3    | Matteo Barella        | 1 min 23 s 603456 | R1       |
| 7     | 4    | Bartlomiej Laszczak   | 49 s 600512       | R1       |
| 8     | 1    | Evan Turner           | 1 min 3 s 332352  | Q8       |
| 8     | 2    | Mantas Zitkus         | 1 min 27 s 404544 | Q8       |
| 8     | 3    | Karina Limora         | 2 min 20 s 630016 | R1       |
| 8     | 4    | Oskars Raudins        | 1 min 9 s 167104  | R1       |

| Série | Rang | Pilote                | Temps             | Remarque |
| ----- | ---- | --------------------- | ----------------- | -------- |
| 1     | 1    | Killian Rousseau      | 1 min 3 s 674368  | Q4       |
| 1     | 2    | Fuga Kamizeki         | 1 min 5 s 9564    | Q4       |
| 1     | 3    | Kong Haisen           | 1 min 9 s 117952  | R2       |
| 1     | 4    | Maximilien Pellichero | 1 min 12 s 15104  | R2       |
| 2     | 1    | Tomass Petersons      | 1 min 6 s 455552  | Q4       |
| 2     | 2    | Pawel Laszczak        | 1 min 17 s 508608 | Q4       |
| 2     | 3    | Mika Saito            | 1 min 2 s 242816  | R2       |
| 2     | 4    | Wanraya Wannapong     | 0 s 000           | R2       |
| 3     | 1    | Alejandro Zamora      | 1 min 5 s 47456   | Q4       |
| 3     | 2    | David Spacek          | 1 min 16 s 535808 | Q4       |
| 3     | 3    | Julien Giordana       | 1 min 0 s 399616  | R2       |
| 3     | 4    | Kang Chang-hyeon      | 0 s 000           | R2       |
| 4     | 1    | Evan Turner           | 1 min 1 s 601792  | Q4       |
| 4     | 2    | David Modig           | 1 min 6 s 025472  | Q4       |
| 4     | 3    | Mantas Zitkus         | 1 min 16 s 558336 | R2       |
| 4     | 4    | Roland Ronto          | 1 min 17 s 156352 | R2       |

| Série | Rang | Pilote           | Temps            | Remarque |
| ----- | ---- | ---------------- | ---------------- | -------- |
| 1     | 1    | Killian Rousseau | 1 min 5 s 886208 | Q2       |
| 1     | 2    | Fuga Kamizeki    | 23 s 873536      | Q2       |
| 1     | 3    | Tomass Petersons | 0 s 000          | R4       |
| 1     | 4    | Pawel Laszczak   | 0 s 000          | R4       |
| 2     | 1    | Evan Turner      | 1 min 1 s 05088  | Q2       |
| 2     | 2    | Alejandro Zamora | 1 min 2 s 302208 | Q2       |
| 2     | 3    | David Spacek     | 50 s 808832      | R4       |
| 2     | 4    | David Modig      | 26 s 134528      | R4       |

| Rang | Pilote           | Temps            | Remarque |
| ---- | ---------------- | ---------------- | -------- |
| 1    | Killian Rousseau | 1 min 4 s 303104 | QF       |
| 2    | Alejandro Zamora | 43 s 372544      | QF       |
| 3    | Fuga Kamizeki    | 43 s 204608      | R6       |
| 4    | Evan Turner      | 0 s 000          | R6       |

| Rang               | Pilote           | Temps            | Temps            |
| Rang               | Pilote           | 1er vol          | 2d vol           |
| ------------------ | ---------------- | ---------------- | ---------------- |
| Médaille d'or      | Killian Rousseau | 1 min 0 s 90752  | 1 min 3 s 029248 |
| Médaille d'argent  | Pawel Laszczak   | 1 min 6 s 797568 | 41 s 893         |
| Médaille de bronze | Alejandro Zamora | 39 s 460864      | 41 s 070592      |
| 4                  | Kang Chang-hyeon | 39 s 575552      | -                |

#### Tableau de repêchages
| Série | Rang | Pilote              | Temps             | Remarque |
| ----- | ---- | ------------------- | ----------------- | -------- |
| 1     | 1    | Luisa Rizzo         | 1 min 19 s 628288 | R2       |
| 1     | 2    | Arminas Volskis     | 1 min 20 s 039936 | R2       |
| 1     | 3    | Nick Nolte          | 1 min 22 s 952192 |          |
| 2     | 1    | Stephanie Chao      | 1 min 20 s 631808 | R2       |
| 2     | 2    | Matteo Barella      | 1 min 21 s 440768 | R2       |
| 2     | 3    | Oskars Raudins      | 55 s 576576       |          |
| 2     | 4    | Ka Ki Lai           | 0 s 000           |          |
| 3     | 1    | Aleksi Rastas       | 1 min 27 s 846912 | R2       |
| 3     | 2    | Liang Aolin         | 54 s 863872       | R2       |
| 3     | 3    | Mo Ga-yeon          | 26 s 814464       |          |
| 3     | 4    | Ryan Lessard        | 29 s 83936        |          |
| 4     | 1    | Bartlomiej Laszczak | 1 min 23 s 091456 | R2       |
| 4     | 2    | Bojan Nikov         | 1 min 33 s 310976 | R2       |
| 4     | 3    | Alina Miklewska     | 1 min 37 s 716224 |          |
| 4     | 4    | Karina Limora       | 2 min 15 s 776256 |          |

| Série | Rang | Pilote                | Temps             | Remarque |
| ----- | ---- | --------------------- | ----------------- | -------- |
| 1     | 1    | Kong Haisen           | 1 min 9 s 480448  | R3       |
| 1     | 2    | Wanraya Wannapong     | 1 min 11 s 139328 | R3       |
| 1     | 3    | Liang Aolin           | 1 min 21 s 129472 |          |
| 1     | 4    | Bartlomiej Laszczak   | 1 min 21 s 152    |          |
| 2     | 1    | Julien Giordana       | 1 min 13 s 91232  | R3       |
| 2     | 2    | Roland Ronto          | 1 min 14 s 303488 | R3       |
| 2     | 3    | Arminas Volskis       | 1 min 18 s 44864  |          |
| 2     | 4    | Stephanie Chao        | 1 min 20 s 263168 |          |
| 3     | 1    | Maximilien Pellichero | 1 min 15 s 966464 | R3       |
| 3     | 2    | Aleksi Rastas         | 1 min 17 s 856768 | R3       |
| 3     | 3    | Mika Saito            | 1 min 38 s 260992 |          |
| 3     | 4    | Bojan Nikov           | 26 s 177536       |          |
| 4     | 1    | Kang Chang-hyeon      | 1 min 5 s 335296  | R3       |
| 4     | 2    | Matteo Barella        | 1 min 17 s 555712 | R3       |
| 4     | 3    | Mantas Zitkus         | 50 s 20672        |          |
| 4     | 4    | Luisa Rizzo           | 50 s 591744       |          |

| Série | Rang | Pilote                | Temps             | Remarque |
| ----- | ---- | --------------------- | ----------------- | -------- |
| 1     | 1    | Kong Haisen           | 1 min 7 s 295     | R4       |
| 1     | 2    | Julien Giordana       | 1 min 13 s 603072 | R4       |
| 1     | 3    | Aleksi Rastas         | 50 s 089984       |          |
| 1     | 4    | Matteo Barella        | 0 s 000           |          |
| 2     | 1    | Kang Chang-hyeon      | 1 min 2 s 343168  | R4       |
| 2     | 2    | Wanraya Wannapong     | 1 min 12 s 040448 | R4       |
| 2     | 3    | Maximilien Pellichero | 1 min 12 s 292352 |          |
| 2     | 4    | Roland Ronto          | 47 s 31904        |          |

| Série | Rang | Pilote            | Temps             | Remarque |
| ----- | ---- | ----------------- | ----------------- | -------- |
| 1     | 1    | David Modig       | 1 min 3 s 512576  | R5       |
| 1     | 2    | Pawel Laszczak    | 1 min 4 s 872448  | R5       |
| 1     | 3    | Wanraya Wannapong | 1 min 53 s 881088 |          |
| 1     | 4    | Kong Haisen       | 44 s 068864       |          |
| 2     | 1    | Kang Chang-hyeon  | 59 s 953152       | R5       |
| 2     | 2    | Tomass Petersons  | 1 min 26 s 908928 | R5       |
| 2     | 3    | Julien Giordana   | 1 min 28 s 7808   |          |
| 2     | 4    | David Spacek      | 0 s 000           |          |

| Rang | Pilote           | Temps            | Remarque |
| ---- | ---------------- | ---------------- | -------- |
| 1    | Kang Chang-hyeon | 1 min 0 s 14976  | R6       |
| 2    | Pawel Laszczak   | 1 min 3 s 553536 | R6       |
| 3    | Tomass Petersons | 43 s 945984      |          |
| 4    | David Modig      | 24 s 694784      |          |

| Rang | Pilote           | Temps         | Remarque |
| ---- | ---------------- | ------------- | -------- |
| 1    | Kang Chang-hyeon | 1 min 6 s 453 | QF       |
| 2    | Pawel Laszczak   | 46 s 7968     | QF       |
| 3    | Evan Turner      | 21 s 532672   |          |
| 4    | Fuga Kamizeki    | 0 s 000       |          |

## Médaillés
| Épreuves            | Or                | Argent         | Bronze               |
| ------------------- | ----------------- | -------------- | -------------------- |
| Pilotage sous voile | Cédric Veiga Rios | Nick Batsch    | Abdulbari Al-Qubaisi |
| Course de drone     | Killian Rousseau  | Paweł Laszczak | Álex Zamora          |

## Tableau des médailles
- Pays organisateur

| Rang  | Nation              | Or | Argent | Bronze | Total |
| ----- | ------------------- | -- | ------ | ------ | ----- |
| 1     | France              | 2  | 0      | 0      | 2     |
| 2     | États-Unis          | 0  | 1      | 0      | 1     |
| 2     | Pologne             | 0  | 1      | 0      | 1     |
| 4     | Émirats arabes unis | 0  | 0      | 1      | 1     |
| 4     | Espagne             | 0  | 0      | 1      | 1     |
| Total | Total               | 2  | 2      | 2      | 6     |